# Tour Down Under 2020
Il Tour Down Under 2020, ventiduesima edizione della corsa, valido come prima prova dell'UCI World Tour 2020 categoria 2.UWT, si svolse in sei tappe dal 21 al 26 gennaio 2020 su un percorso di 870,2 km, con partenza da Tanunda e arrivo a Willunga Hill, in Australia. La vittoria fu appannaggio dell'australiano Richie Porte, che ha completato il percorso in 20h37'08" precedendo l'italiano Diego Ulissi e il tedesco Simon Geschke.
Al traguardo di Willunga Hill 132 ciclisti, su 140 partiti da Tanunda, hanno portato a termine la competizione.

## Tappe
| Tappa  | Data       | Percorso                     | km    | Vincitore di tappa | Leader cl. generale |
| ------ | ---------- | ---------------------------- | ----- | ------------------ | ------------------- |
| 1ª     | 21 gennaio | Tanunda > Tanunda            | 150   | Sam Bennett        | Sam Bennett         |
| 2ª     | 22 gennaio | Woodside > Stirling          | 135,8 | Caleb Ewan         | Caleb Ewan          |
| 3ª     | 23 gennaio | Unley > Paracombe            | 131   | Richie Porte       | Richie Porte        |
| 4ª     | 24 gennaio | Norwood > Murray Bridge      | 152,8 | Caleb Ewan         | Richie Porte        |
| 5ª     | 25 gennaio | Glenelg > Victor Harbor      | 149,1 | Giacomo Nizzolo    | Daryl Impey         |
| 6ª     | 26 gennaio | McLaren Vale > Willunga Hill | 151,5 | Matthew Holmes     | Richie Porte        |
| Totale | Totale     | Totale                       | 870,2 |                    |                     |

## Squadre e corridori partecipanti
| N.    | Cod. | Squadra                |
| ----- | ---- | ---------------------- |
| 1-7   | MTS  | Mitchelton-Scott       |
| 11-17 | TFS  | Trek-Segafredo         |
| 21-27 | ALM  | AG2R La Mondiale       |
| 31-37 | LTS  | Lotto Soudal           |
| 41-47 | COF  | Cofidis                |
| 51-57 | DQT  | Deceuninck-Quick Step  |
| 61-67 | INS  | Team Ineos             |
| 71-77 | CCC  | CCC Team               |
| 81-87 | ISN  | Israel Start-Up Nation |
| 91-97 | UAD  | UAE Team Emirates      |

| N.      | Cod. | Squadra              |
| ------- | ---- | -------------------- |
| 101-107 | BOH  | Bora-Hansgrohe       |
| 111-117 | AST  | Astana Pro Team      |
| 121-127 | SUN  | Team Sunweb          |
| 131-137 | FDJ  | Groupama-FDJ         |
| 141-147 | MOV  | Movistar Team        |
| 151-157 | NTT  | NTT Pro Cycling Team |
| 161-167 | TJV  | Team Jumbo-Visma     |
| 171-177 | TBM  | Bahrain-McLaren      |
| 181-187 | EF1  | EF Pro Cycling       |
| 191-197 | UNI  | UniSA-Australia      |

## Dettagli delle tappe

### 1ª tappa
- 21 gennaio: Tanunda > Tanunda – 150 km

Risultati
| Pos. | Corridore        | Squadra    | Tempo    |
| ---- | ---------------- | ---------- | -------- |
| 1    | Sam Bennett      | Deceuninck | 3h28'54" |
| 2    | Jasper Philipsen | UAE        | s.t.     |
| 3    | Erik Baška       | Bora       | s.t.     |

| Pos. | Corridore        | Squadra    | Tempo    |
| ---- | ---------------- | ---------- | -------- |
| 1    | Sam Bennett      | Deceuninck | 3h28'44" |
| 2    | Jasper Philipsen | UAE        | a 4"     |
| 3    | Erik Baška       | Bora       | a 6"     |

### 2ª tappa
- 22 gennaio: Woodside > Stirling – 135,8 km

Risultati
| Pos. | Corridore   | Squadra    | Tempo    |
| ---- | ----------- | ---------- | -------- |
| 1    | Caleb Ewan  | Lotto      | 3h27'31" |
| 2    | Daryl Impey | Mitchelton | s.t.     |
| 3    | Nathan Haas | Cofidis    | s.t.     |

| Pos. | Corridore   | Squadra    | Tempo    |
| ---- | ----------- | ---------- | -------- |
| 1    | Caleb Ewan  | Lotto      | 6h56'15" |
| 2    | Sam Bennett | Deceuninck | s.t.     |
| 3    | Daryl Impey | Mitchelton | a 1"     |

### 3ª tappa
- 23 gennaio: Unley > Paracombe – 131 km

Risultati
| Pos. | Corridore    | Squadra    | Tempo    |
| ---- | ------------ | ---------- | -------- |
| 1    | Richie Porte | Trek       | 3h14'09" |
| 2    | Robert Power | Sunweb     | a 5"     |
| 3    | Simon Yates  | Mitchelton | s.t.     |

| Pos. | Corridore    | Squadra    | Tempo     |
| ---- | ------------ | ---------- | --------- |
| 1    | Richie Porte | Trek       | 10h10'24" |
| 2    | Daryl Impey  | Mitchelton | a 6"      |
| 3    | Robert Power | Sunweb     | a 9"      |

### 4ª tappa
- 24 gennaio: Norwood > Murray Bridge – 152,8 km

Risultati
| Pos. | Corridore        | Squadra    | Tempo    |
| ---- | ---------------- | ---------- | -------- |
| 1    | Caleb Ewan       | Lotto      | 3h29'08" |
| 2    | Sam Bennett      | Deceuninck | s.t.     |
| 3    | Jasper Philipsen | UAE        | s.t.     |

| Pos. | Corridore    | Squadra    | Tempo     |
| ---- | ------------ | ---------- | --------- |
| 1    | Richie Porte | Trek       | 13h39'32" |
| 2    | Daryl Impey  | Mitchelton | a 3"      |
| 3    | Robert Power | Sunweb     | a 9"      |

### 5ª tappa
- 25 gennaio: Glenelg > Victor Harbor – 149,1 km

Risultati
| Pos. | Corridore       | Squadra    | Tempo    |
| ---- | --------------- | ---------- | -------- |
| 1    | Giacomo Nizzolo | NTT        | 3h32'45" |
| 2    | Simone Consonni | Cofidis    | s.t.     |
| 3    | Sam Bennett     | Deceuninck | s.t.     |

| Pos. | Corridore    | Squadra    | Tempo     |
| ---- | ------------ | ---------- | --------- |
| 1    | Daryl Impey  | Mitchelton | 17h12'15" |
| 2    | Richie Porte | Trek       | a 2"      |
| 3    | Robert Power | Sunweb     | a 9"      |

### 6ª tappa
- 26 gennaio: McLaren Vale > Willunga Hill – 151,5 km

Risultati
| Pos. | Corridore      | Squadra | Tempo    |
| ---- | -------------- | ------- | -------- |
| 1    | Matthew Holmes | Lotto   | 3h24'54" |
| 2    | Richie Porte   | Trek    | a 3"     |
| 3    | Manuele Boaro  | Astana  | a 4"     |

| Pos. | Corridore     | Squadra | Tempo     |
| ---- | ------------- | ------- | --------- |
| 1    | Richie Porte  | Trek    | 20h37'08" |
| 2    | Diego Ulissi  | UAE     | a 25"     |
| 3    | Simon Geschke | CCC     | s.t.      |

## Evoluzioni delle classifiche
| Tappa              | Vincitore          | Classifica generale Maglia ocra | Classifica a punti Maglia blu | Classifica scalatori Maglia a pois blu | Classifica giovani Maglia bianca | Classifica a squadre Numero giallo | Premio combattività Numero rosso |
| ------------------ | ------------------ | ------------------------------- | ----------------------------- | -------------------------------------- | -------------------------------- | ---------------------------------- | -------------------------------- |
| 1ª                 | Sam Bennett        | Sam Bennett                     | Sam Bennett                   | Jarrad Drizners                        | Jasper Philipsen                 | UAE Team Emirates                  | Joey Rosskopf                    |
| 2ª                 | Caleb Ewan         | Caleb Ewan                      | Joey Rosskopf                 | Jasper Philipsen                       | Jasper Philipsen                 | UAE Team Emirates                  | Laurens De Vreese                |
| 3ª                 | Richie Porte       | Richie Porte                    | Joey Rosskopf                 | Daryl Impey                            | Pavel Sivakov                    | Mitchelton-Scott                   | Miles Scotson                    |
| 4ª                 | Caleb Ewan         | Richie Porte                    | Joey Rosskopf                 | Jasper Philipsen                       | Pavel Sivakov                    | Mitchelton-Scott                   | Laurens De Vreese                |
| 5ª                 | Giacomo Nizzolo    | Daryl Impey                     | Joey Rosskopf                 | Jasper Philipsen                       | Pavel Sivakov                    | Mitchelton-Scott                   | Mads Pedersen                    |
| 6ª                 | Matthew Holmes     | Richie Porte                    | Joey Rosskopf                 | Jasper Philipsen                       | Pavel Sivakov                    | Team Ineos                         | Luke Rowe                        |
| Classifiche finali | Classifiche finali | Richie Porte                    | Joey Rosskopf                 | Jasper Philipsen                       | Pavel Sivakov                    | Team Ineos                         | non assegnato                    |

Maglie indossate da altri ciclisti in caso di due o più maglie vinte
- Nella 2ª tappa Erik Baška ha indossato la maglia blu al posto di Sam Bennett.
- Nella 3ª tappa Jarrad Drizners ha indossato la maglia bianca al posto di Jasper Philipsen.

## Classifiche finali

### Classifica generale - Maglia ocra
| Pos. | Corridore        | Squadra    | Tempo     |
| ---- | ---------------- | ---------- | --------- |
| 1    | Richie Porte     | Trek       | 20h37'08" |
| 2    | Diego Ulissi     | UAE        | a 25"     |
| 3    | Simon Geschke    | CCC        | s.t.      |
| 4    | Rohan Dennis     | Ineos      | s.t.      |
| 5    | Dylan van Baarle | Ineos      | s.t.      |
| 6    | Daryl Impey      | Mitchelton | a 30"     |
| 7    | Simon Yates      | Mitchelton | a 37"     |
| 8    | George Bennett   | Jumbo      | a 46"     |
| 9    | Lucas Hamilton   | Mitchelton | a 52"     |
| 10   | H.Pernsteiner    | Bahrain    | a 54"     |

### Classifica a punti - Maglia blu
| Pos. | Corridore        | Squadra    | Punti |
| ---- | ---------------- | ---------- | ----- |
| 1    | Jasper Philipsen | UAE        | 63    |
| 2    | Daryl Impey      | Mitchelton | 48    |
| 3    | Caleb Ewan       | Lotto      | 47    |
| 4    | Sam Bennett      | Deceuninck | 42    |
| 5    | André Greipel    | Israel     | 38    |

### Classifica scalatori - Maglia a pois blu
| Pos. | Corridore      | Squadra  | Punti |
| ---- | -------------- | -------- | ----- |
| 1    | Joey Rosskopf  | CCC      | 51    |
| 2    | Richie Porte   | Trek     | 38    |
| 3    | Bruno Armirail | Groupama | 18    |
| 4    | Matthew Holmes | Lotto    | 16    |
| 5    | Manuele Boaro  | Astana   | 14    |

### Classifica giovani - Maglia bianca
| Pos. | Corridore         | Squadra | Tempo     |
| ---- | ----------------- | ------- | --------- |
| 1    | Pavel Sivakov     | Ineos   | 20h38'13" |
| 2    | Santiago Buitrago | Bahrain | a 15"     |
| 3    | Jarrad Drizners   | UniSA   | a 31"     |
| 4    | Florian Stork     | Sunweb  | a 34"     |
| 5    | Michael Storer    | Sunweb  | a 3'02"   |

### Classifica a squadre
| Pos. | Squadra          | Tempo     |
| ---- | ---------------- | --------- |
| 1    | Team Ineos       | 61h53'19" |
| 2    | Mitchelton-Scott | a 25"     |
| 3    | Team Sunweb      | a 1'19"   |
| 4    | Astana Pro Team  | a 1'30"   |
| 5    | Bahrain-McLaren  | a 1'32"   |